# Xinjiebu (sockenhuvudort i Kina, Jiangxi Sheng, lat 28,23, long 115,06)
Xinjiebu är en sockenhuvudort i Kina. Den ligger i provinsen Jiangxi, i den sydöstra delen av landet, omkring 95 kilometer sydväst om provinshuvudstaden Nanchang. Antalet invånare är 16 520. Befolkningen består av 7 965 kvinnor och 8 555 män. Barn under 15 år utgör 20,0 %, vuxna 15-64 år 69 %, och äldre över 65 år 9,0 %.
Runt Xinjiebu är det tätbefolkat, med 331 invånare per kvadratkilometer. Närmaste större samhälle är Yangxu, 18,7 km nordost om Xinjiebu. Trakten runt Xinjiebu består till största delen av jordbruksmark.
Genomsnittlig årsnederbörd är 2 092 millimeter. Den regnigaste månaden är maj, med i genomsnitt 337 mm nederbörd, och den torraste är oktober, med 32 mm nederbörd.